# Eggerland
Eggerland är en spelserie, utvecklat av HAL Laboratory, som består av ett flertal pusselspel. Första spelet släpptes 1985 till MSX. Spelen är i stort sett identiska med varandra, den enda skillnaden är grafiken. Huvudpersonen i de flesta spelen heter Lolo, som är en blå boll med armar, ben och ögon. Spelen går ut på att King Egger kidnappar Lala, som är en röd version av Lolo, och spelaren måste rädda henne genom att ta sig igenom och lösa olika pusselrum.

## Spelserien innehåller
Japan:
- 1985 Eggerland Mystery (MSX)
- 1986 Eggerland 2 (MSX)
- 1987 Eggerland (Famicom Disk System)
- 1988 Eggerland Revival of the Labyrinth (Famicom)
- 1988 Eggerland Departure to Creation (Famicom Disk System)
- 1990 Adventures of Lolo (Famicom)
- 1991 Adventures of Lolo 2 (Famicom)
- 1994 Lolo's Great Adventure (Game Boy)
- 1996 Eggerland Episode 0: Quest of Lala (PC)
- 1996 Eggerland for Windows 95 (PC)
- 2000 Revival! Eggerland (PC)

Utanför Japan:
- 1987 Eggerland Mystery (MSX)
- 1989 Adventures of Lolo (NES)
- 1990 Adventures of Lolo 2 (NES)
- 1991 Adventures of Lolo 3 (NES)
- 1994 Adventures of Lolo (Game Boy)